# Szybka kolej miejska
Uzasadnienie:  Prawdopodobnie jest zbieżność pojęciowa między tymi dwoma artykułami. Lead skupia się na polskiej definicji prawnej terminu „Szybka kolej miejska”, jednak brak dowodów że którykolwiek z wymienionych później w artykule systemów kolei, nawet tych z SKM w nazwie, ją spełnia (np. kryterium braku skrzyżowań z innymi liniami w jednym poziomie). 

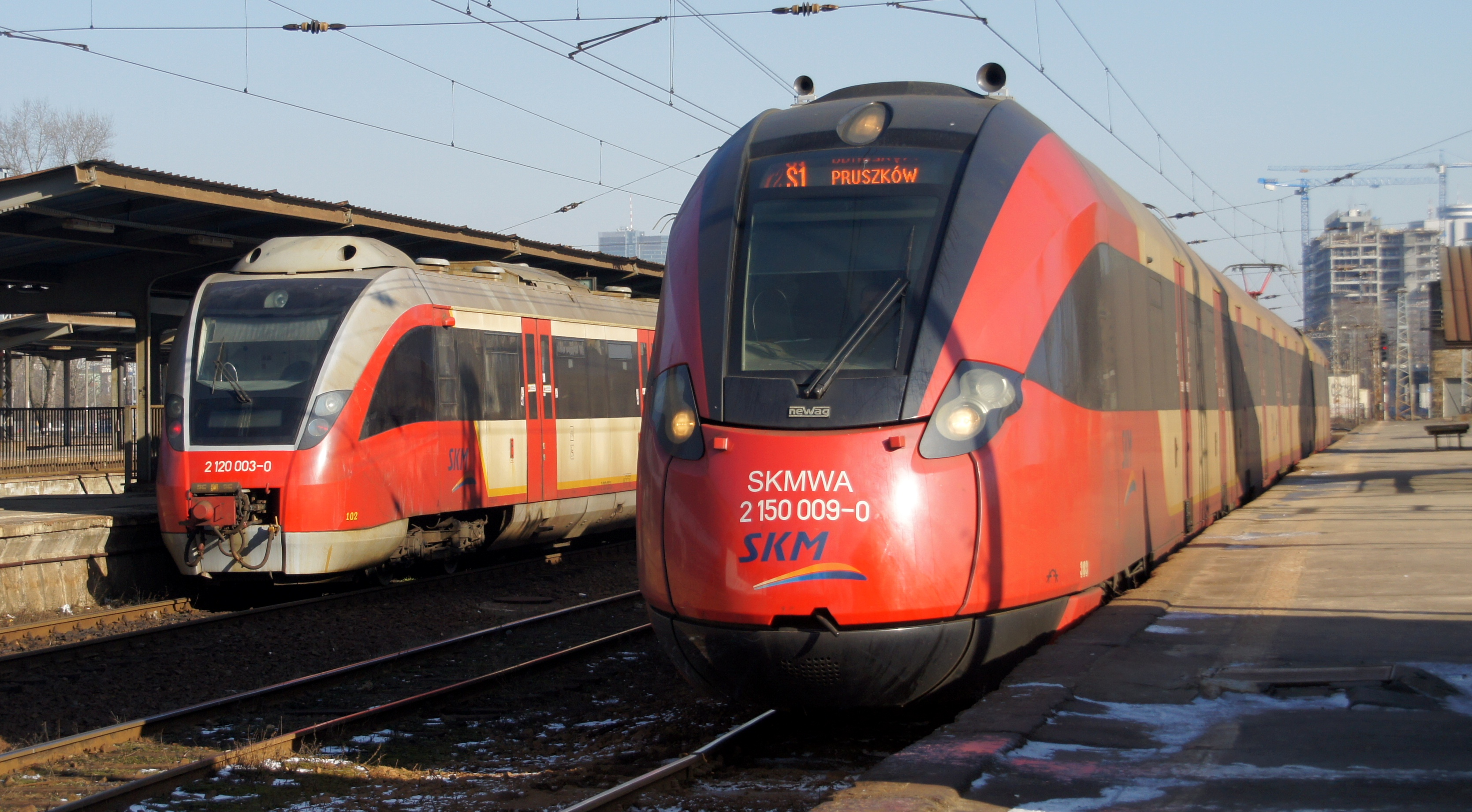
Pociągi 14WE i 19WE warszawskiej SKM

Szybka kolej miejska (skrótowiec: SKM) – kolej charakteryzująca się jednakową długością składu wagonów, dużą częstotliwością kursowania i nierównomiernym natężeniem ruchu w różnych porach doby.
Szybkie koleje miejskie przystosowane są wyłącznie do prowadzenia ruchu pociągów pasażerskich, służą do świadczenia usług w zakresie przewozu osób w dużych aglomeracjach miejskich. Posiadają one układ liniowy, bez skrzyżowań z innymi liniami w jednym poziomie. Powinny one posiadać równomiernie rozmieszczone przystanki osobowe z peronami jednokrawędziowymi na zewnątrz torów lub peronami wyspowymi.
Ze względu na usytuowanie SKM rozróżnia się koleje naziemne i nadziemne (na wiaduktach) lub typu mieszanego.
Standard konstrukcyjny linii SKM powinien charakteryzować się wysoką trwałością i niezawodnością, własnościami tłumiącymi drgania i hałas oraz dużą odpornością na odkształcenia.

## Szybkie koleje miejskie na świecie
Dokładne oszacowanie liczby systemów szybkiej kolei miejskiej jest trudne, ponieważ wydzielone organizacyjnie systemy często zlewają się i zazębiają, jak na przykład w Szwajcarii, lub jest to świetnie działający system kolejowy z częstotliwościami typowymi dla SKM, który obsługuje całe powierzchnie kraju (w Belgii, Holandii), gdzie normą jest wysoka częstotliwość (pociągi z częstotliwościami dochodzącymi do 3 minut w szczycie) w obrębie aglomeracji.
Dla szybkich kolei miejskich charakterystyczne są prędkości 2-3 razy wyższe od osiąganych przez autobusy miejskie i duża częstotliwość kursowania pociągów.
W niektórych krajach działalność ta przynosi zyski (na przykład w Japonii prywatne koleje miejskie przynoszą średnio 22% zysku), jednak w Europie najczęściej korzystają z publicznego dofinansowania. W Tokio obsługiwany przez 29 przewoźników system kolei miejskich obsługuje aż 54% wszystkich podróży realizowanych przez mieszkańców i ma większy udział w rynku przewozowym niż motoryzacja indywidualna.
System szybkiej kolei miejskiej w Berlinie (S-Bahn Berlin GmbH) przewozi rocznie 388,1 mln pasażerów, a więc więcej niż wszystkie koleje w całej Polsce razem wzięte (291 mln). Pociągi miejskie mają stałe relacje i częstości kursowania, a linie są ponumerowane. Na głównej linii Berlina pociągi kursują w szczycie nawet co 90 sekund. W Niemczech działa 17 takich systemów S-Bahn i wciąż powstają kolejne.
W krajach francuskojęzycznych używana jest nazwa Réseau express régional, RER. Największym systemem jest paryska RER, przewożąca pięcioma liniami (z licznymi rozgałęzieniami) 1,1 mld pasażerów rocznie.

### Niemcy
W Niemczech (a także w innych krajach, gdzie niemiecki jest językiem urzędowym) SKM nazywane są S-Bahn, co jest skrótem od Stadtschnellbahn, czyli szybka kolej miejska.

### Polska

#### Aglomeracja warszawska

##### SKM

Schemat linii warszawskiej SKM

Szybka Kolej Miejska w Warszawie (SKM) – miejskie przedsiębiorstwo działające na zlecenie ZTM, obsługujące linie naziemnej kolei miejskiej, uzupełniającej linie metra w Warszawie, łączące centrum Warszawy z niektórymi jej przedmieściami i obrzeżami. Obecnie obsługuje 4 trasy (linie S1, S2, S3 i S4). Wraz z metrem tworzy sieć komunikacji miejskiej w Warszawie, uzupełnioną przez pociągi Kolei Mazowieckich, WKD oraz linie tramwajowe i autobusowe. System biletowy zarządzany jest przez ZTM i jest identyczny jak w pozostałych miejskich środkach transportu w Warszawie.
SKM dysponuje taborem kolejowym typów 14WE, 19WE, 27WE i 35WE.

##### WKD

Schemat linii WKD

Warszawska Kolej Dojazdowa (WKD) – najstarszy w Polsce system SKM. Warszawska WKD oferuje 128 pociągów na dobę (wrzesień 2011) jeżdżących po własnych (w pełni wydzielonych) torach na trasie Warszawa Śródmieście WKD – Grodzisk Mazowiecki Radońska/Milanówek Grudów zasilanych do 27 maja 2016 napięciem 600 V DC, a od 28 maja – 3000 V.
Częstotliwość szczytowa wynosi 10–15 minut a pozaszczytowa 15–30 minut. Pociągi jeżdżą na trasie Warszawa Śródmieście WKD – Grodzisk Mazowiecki/Milanówek. Między stacjami Warszawa Śródmieście WKD – Opacz honorowane są bilety okresowe ZTM (również dobowe).

#### Aglomeracja trójmiejska

##### SKM

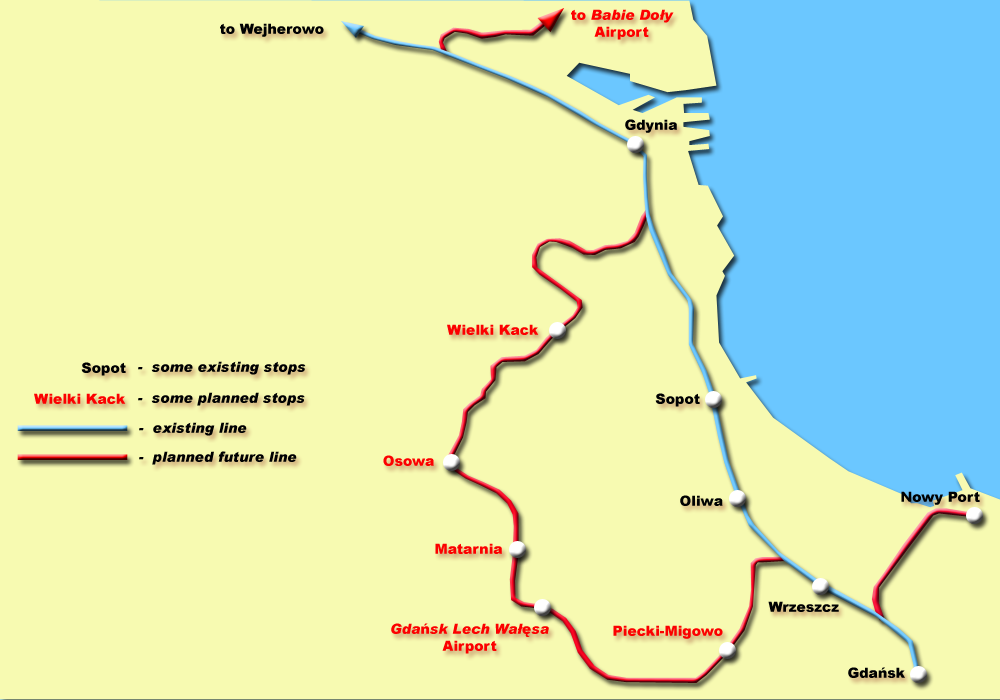
Błękit: bardzo pobieżny schemat linii trójmiejskiej SKM. Nie ujęto większości przystanków. Czerwień: bardzo pobieżny schemat PKM. Nie ujęto większości przystanków. Linia do lotniska gdyńskiego nigdy nie powstała

W Gdańsku, Sopocie, Gdyni, Rumi, Redzie, Wejherowie i okolicznych miejscowościach funkcjonuje system SKM prowadzony przez przedsiębiorstwo PKP Szybka Kolej Miejska w Trójmieście. Po II wojnie światowej, dzięki otrzymanym z Berlina w ramach reparacji wojennych pociągom elektrycznym, odtworzono tu działającą w okresie przedwojennym kolej miejską (opartą wówczas o trakcję parową), a następnie rozbudowano ją na całą aglomerację Trójmiasta.
Mimo że trójmiejska SKM przewozi 16% całego ruchu wewnątrz aglomeracji i przynosi zyski (2,5 mln rocznie wraz z subwencjami), to proces jej prywatyzacji zatrzymał się. Trójmiejska SKM kursuje ze średnią częstotliwością co 7,5 minuty w szczycie i oferuje 231 pociągów miejskich (wrzesień 2002) na dobę.

##### PKM
1 września 2015 oddano do użytku linię kolejową nr 248, której zarządcą jest Pomorska Kolej Metropolitalna, a przewoźnikami są PKP SKM i Polregio.

#### Konurbacja górnośląska

##### Szybka Kolej Regionalna
14 grudnia 2008 roku, na terenie konurbacji górnośląskiej została uruchomiona pierwsza trasa w relacji Tychy – Katowice, później przedłużona do Tychy – Sosnowiec. Pociągi kursują w równym takcie co 30 minut. W pociągach Szybkiej Kolei Regionalnej obowiązuje bilet pomarańczowy, jest to wspólny bilet na pociąg, autobus i trolejbus. Można również podróżować na podstawie biletów Kolei Śląskich.

##### Kolej Metropolitalna
Od 2018 roku Górnośląsko-Zagłębiowska Metropolia realizuje projekt utworzenia systemu kolei metropolitalnej, który ma objąć swoim zasięgiem całą konurbację górnośląską, a także zapewnić obsługę jej obszaru metropolitalnego, w tym portu lotniczego Katowice-Pyrzowice.

#### Inne systemy
- Szybka Kolej Aglomeracyjna w Aglomeracji Krakowskiej
- Poznańska Kolej Metropolitalna
- Dolnośląskie Koleje Aglomeracyjne
- Łódzka Kolej Aglomeracyjna
- Szybka kolej miejska BiTCity
- Podkarpacka Kolej Aglomeracyjna

#### Plany nowych SKM w Polsce
- Szczecińska Kolej Metropolitalna (w budowie)

Mniej lub bardziej wiarygodne plany utworzenia SKM lub kolei aglomeracyjnych są w następujących lokalizacjach:
- Olsztyn[3],
- Białystok[4],
- Lublin[5].

Według opinii ekspertów, takie systemy komunikacyjne są ekonomicznie możliwe w każdej większej polskiej aglomeracji. W tym celu konieczne są stworzenie spółek odpowiedzialnych za ten segment rynku oraz remonty infrastruktury kolejowej w obszarach miejskich. Przykładem tego typu zachowania jest stworzenie odrębnego, nowego podmiotu dla SKM w Warszawie.